# باب نی
رابرت ویلیام نی (متولد ۵ ژوئیه ۱۹۵۴) سیاستمدار آمریکایی اهل اوهایو است. در سال ۲۰۰۷، وی به فساد مالی متهم و به ۳۰ ماه زندان محکوم شد. نی، جمهوری‌خواه، نماینده منطقه ۱۸ کنگره اوهایو در مجلس نمایندگان ایالات متحده از سال ۱۹۹۵ تا ۳ نوامبر ۲۰۰۶ بود که سپس استعفا داد. استعفای نی پس از آن رخ داد که وی به اتهام توطئه و اظهارات دروغین در رابطه با رسوایی لابی هند جک آبراموف اعتراف کرد. نی قبل از اقرار به جرم، در جریان دفاعیات جک آبراموف، معاون رئیس سابق تام دللی، تونی رودی، دبیر مطبوعاتی سابق DeLay، مایکل اسکانلون و رئیس دفتر سابق نی، نیل ولز، به دریافت هدایای مجلل در ازای امتیازات سیاسی، متهم شده بود.
معروف‌ترین اقدامات نی در کنگره، مربوط به تلاش‌ برای اصلاحات انتخاباتی در پی رای‌گیری آشفته سال ۲۰۰۰ در فلوریدا و حمایت وی از کمپین "ایستادن برای فولاد" و قوانین ناشی از آن بود. نی از سال ۲۰۰۱ تا ۲۰۰۶، رئیس کمیته مدیریت مجلس بود. وی به عنوان رئیس آن کمیته، بر امور مجموعه کاپیتول نظارت می‌کرد و اغلب به عنوان "شهردار تپه کاپیتول " شناخته می‌شد.

## اوایل کار سیاسی
در سال ۱۹۸۰، نی در سن ۲۶ سالگی، نماینده ایالتی وین هیز از نماینده‌های سابق مجلس نمایندگان آمریکا که پس از رسوایی جنسی در سال ۱۹۷۶ از کنگره استعفا داده بود را شکست داد. نی از سال ۱۹۸۱ تا ۱۹۸۳ در مجلس نمایندگان اوهایو فعالیت می‌کرد. او در نوبت ۱۹۸۲ در انتخابات مجدد شکست خورد.
نی پس از شکست یک شرکت امنیت خانگی را در عربستان سعودی مدیریت کرد. وی در سال ۱۹۸۴ به سناتوری ایالتی اوهایو منصوب شد تا جایگزین سناتور سابق ایالت سام اسپک شود که برای قبول سمتی از سوی ریاست جمهوری از کرسی حوزه ۲۰ استعفا داد. نی در نوامبر ۱۹۸۴ کرسی را برد و سپس در ۱۹۸۸ و ۱۹۹۲ دوباره انتخاب شد.

## مجلس نمایندگان آمریکا

### فریدم فرایز

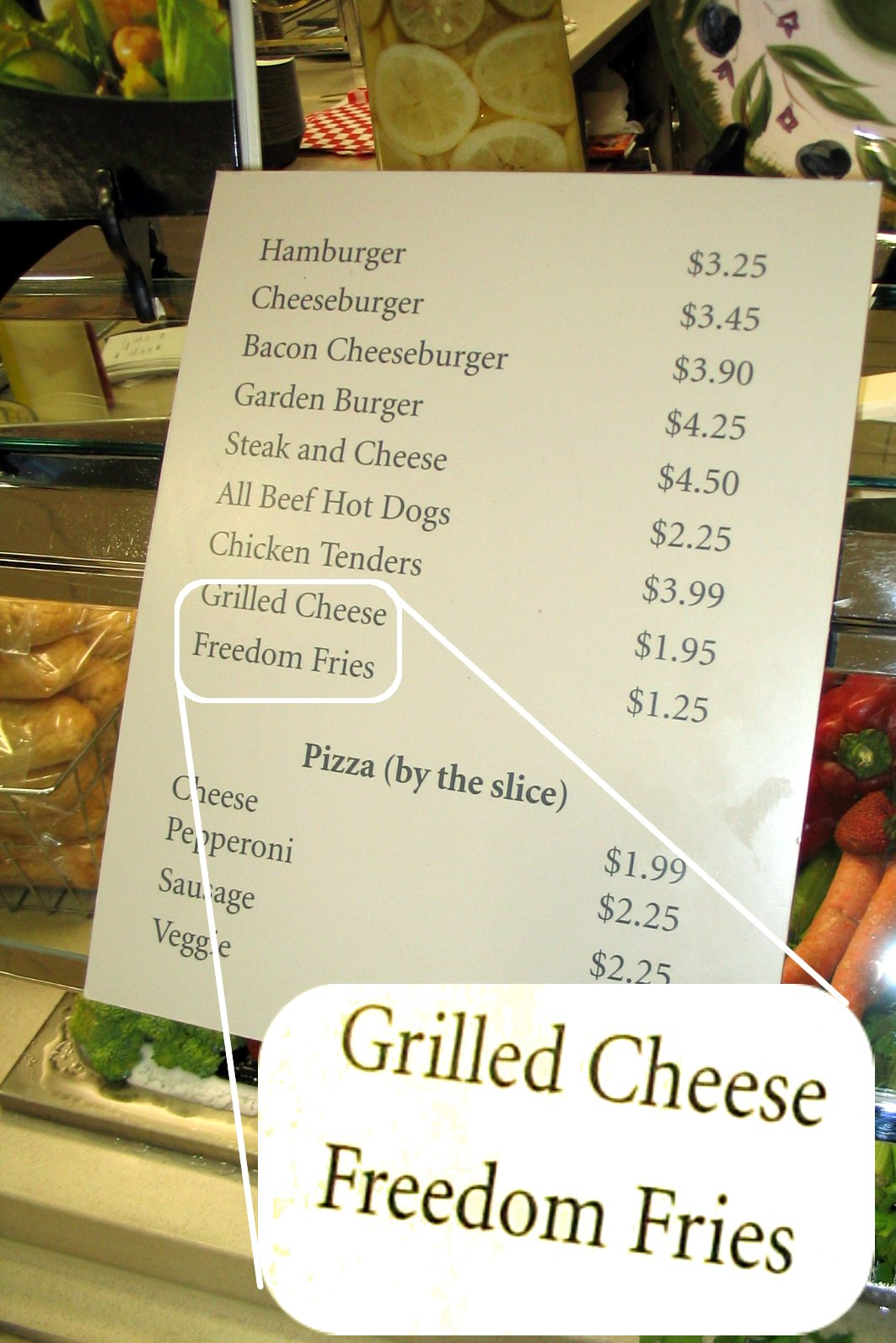
منویی از یک کافه تریای کنگره که حاوی سیب زمینی سرخ کرده آزادی است.

نی همچنین هنگامی که به عنوان رئیس کمیته اداری مجلس کار می‌کرد، الزامی کرد " سیب زمینی سرخ کرده " (french fries) در فهرست‌های خدمات غذایی مجلس نمایندگان به "فریدم فرایز" تغییر نام داده شود. دلیل این کار نشان دهنده نارضایتی از عدم حمایت فرانسه از حمله ۲۰۰۳ به عراق بود. نی تلاش کرد، به همراه والتر بی جونز، نماینده مجلس نمایندگان جمهوری‌خواه ایالات متحده، نام "سیب زمینی سرخ کرده" و " نان تست فرانسوی " را به "فریدم فرایز" و "نان تست آزادی" تغییر دهد. کمیته او صاحب اختیار کافه‌های مجلس‌های کنگره بود. نی در یک کنفرانس مطبوعاتی گفت که "این اقدام امروز یک تلاش کوچک اما نمادین است برای نشان دادن نارضایتی شدید بسیاری از مردم در کپیتول هیل از اقدامات به اصطلاح متحد ما، فرانسه ". در ژوئیه ۲۰۰۶، پس از اینکه نی کمیته را ترک کرد، نام‌ها تغییر یافت. نی نظری در این مورد نداد.

### مشارکت در تحریم‌های آمریکا برای فروش اسلحه به ایران
در اواخر دهه ۱۹۷۰، نی برای تدریس زبان انگلیسی به ایران رفت. از آن زمان، وی همچنان علاقه خود را به امور ایران حفظ کرده و تنها نماینده کنگره مسلط به زبان فارسی بود.
در ژانویه ۲۰۰۶، نیوزویک گزارش داد که وکیل نی تأیید کرده‌است که دادستان‌های فدرال سوابق هزینه‌های سفر فوریه ۲۰۰۳ به لندن را که نی به همراه لابی گران سابق آمریکا، روی کافی و دیوید دی استفانو گرفته‌است، خواستار شده‌اند. هزینه این سفر توسط " نایجل وینفیلد "، یک مجرم سه بار محکوم شده که شرکتی به نام FN Aviation را در قبرس اداره می‌کرد، پرداخت شده بود. وینفیلد در پی فروش قطعات یدکی هواپیما ساخت آمریکا به دولت ایران بود - معامله ای که به دلیل تحریم‌های آمریکا علیه تهران احتیاج به مجوزهای ویژه داشت "و اینکه" نی شخصاً با وزیر امور خارجه وقت کالین پاول لابی کرد تا تحریم‌های آمریکا بر ایران را کاهش دهد. "
فؤاد الزیت، تاجر سوری، که از طرف نیروهای مسلح ایران مسئول معامله بود، همچنین به دلیل رشوه دادن به نی به دلیل تلاش‌هایش در لابی، شناسایی شد.

## زندگی پس از کنگره

### استعفا
در تاریخ ۳ نوامبر ۲۰۰۶، نی که در معرض اخراج از کنگره با رای نمایندگان بود با نامه ای به رئیس مجلس نمایندگان، دنیس هسترت از مجلس نمایندگان استعفا داد.

### صدور حکم
در ۱۹ ژانویه ۲۰۰۷، نی به ۳۰ ماه زندان محکوم شد، وی به پرداخت ۶۰۰۰ دلار جریمه نقدی و انجام ۲۰۰ ساعت خدمات اجتماعی محکوم شد. به دستور قاضی الن هووال، نی در ۱ مارس ۲۰۰۷ به مؤسسه اصلاحی فدرال، مورگان تاون در مورگان تاون، ویرجینیای غربی ارجاع شد. او در فضایی در زندان با ستاره سابق بازمانده، ریچارد هچ، زندانی مورگان تاون که به دلیل عدم پرداخت مالیات ۵۱ ماه در زندان بود، مشترک بود.

## یادداشت
1. ↑  "On Capitol Hill, Ney Is the Mayor". The New York Times. November 19, 2005. Retrieved April 9, 2021.
2. ↑  Loughlin, Sean (March 12, 2003). "House cafeterias change names for 'French' fries and 'French' toast: Move reflects anger over France's stance on Iraq". CNN. Retrieved 2006-09-25.
3. ↑  Bellantoni, Christina (August 2, 2006). "Hill fries free to be French again". The Washington Times. Retrieved 2006-09-25.
4. ↑  Shoup, Anna. "Bob Ney Background Report". PBS. Archived from the original on July 2, 2016. Retrieved 2006-11-06.
5. ↑  "Ohio Rep. Bob Ney Admits Guilt in Corruption Probe". Fox News.
6. ↑  "Billionaire gambler sued by Iran in UK court". The Times.
7. ↑  "The Fat Man's US gamble backfires". The Guardian.
8. ↑  "'Fat Man' gambler who refused to honour £2m debt is told to pay up". Evening Standard.
9. ↑  Hammer, David. "Rep. Ney of Ohio resigns from Congress". The Washington Post. Retrieved 2014-06-18.
10. ↑  Gaudiano, Nicole (November 4, 2006). "Ohio's Ney resigns House seat". USA Today. Retrieved 2006-11-05.
11. ↑  "Republican Ney sentenced to jail". BBC News. Retrieved 2007-01-19.
12. ↑  "Ex-Rep. Ney Reports to Federal Prison". The Washington Post. March 1, 2007. Retrieved December 23, 2016.